# Coalición Unidad
La Coalición Unidad fue una coalición política electoral de Costa Rica conformada por los principales grupos democristianos, conservadores, calderonistas, liberales, exliberacionistas disidentes e incluso socialistas democráticos opositores al Partido Liberación Nacional que llevó a la presidencia a Rodrigo Carazo Odio en 1978.

## Partidos
- Partido Renovación Democrática. Fundado por Rodrigo Carazo, de ideología socialdemócrata y socialista. Tras la derrota de Carazo frente a Figueres en las primarias de 1969 este se saldría del partido en cuanto finalizó su período como diputado y empezaría a fundar Renovación junto a las bases caracistas e importante número de disidentes del Partido Liberación Nacional, como algunos de los suscriptores de la "Proclama de Patio de Agua", que había sido muy polémica por considerarse excesivamente a la izquierda de la que normalmente era la posición del PLN.[2] Carazo es aún hoy considerado por algunos un presidente de tendencias ideológicas izquierdistas.[3]

- Partido Unión Popular. Fundado por el expresidente liberal José Joaquín Trejos tras ser expulsado por la Asamblea Nacional del Partido Unificación Nacional que lo llevó a la presidencia dadas sus duras críticas contra la dirigencia y la bancada unificacionistas. Era un partido de filosofía liberal moderada.

- Partido Republicano Calderonista. Fundado por Rafael Ángel Calderón Fournier, hijo del caudillo Rafael Ángel Calderón Guardia recién fallecido y que buscaba posicionarse como el continuador del para entonces desaparecido Partido Republicano Nacional. Era el partido del calderonismo.

- Partido Demócrata Cristiano. Único que no fue fundado por ninguna figura política conocida, sino por simples ciudadanos seguidores del socialcristianismo. Vinculado a la Fundación Konrad Adenauer, participó sin mucho éxito en las elecciones de 1970 y 1974 postulando a Jorge Arturo Monge Zamora y obteniendo un diputado en 1970 (el propio Monge).

Además participaron de las negociaciones el Partido Nacional Independiente de Jorge González Martén y el expresidente Mario Echandi, entonces independiente, quien había militado en el Partido Unión Nacional y lideraba el "echandismo", aunque estos no llegarían a término del proceso. Las negociaciones en todo momento excluyeron a la izquierda y a los partidos de ideología marxista de la oposición.

## Antecedentes
Para las elecciones de 1974 el partido Alianza Nacional Cristiana apodado por sus detractores "la Santa Alianza" había convocado a todos los partidos de oposición para que presentaran una candidatura unificada capaz de derrotar al Partido Liberación Nacional. Incluso se realizó una convención en la que participaron Rodrigo Carazo Odio por Renovación Democrática, Longino Soto Pacheco por el Partido Republicano Nacional, Guillermo Malavassi Vargas por Unión Popular (recién fundado por el expresidente José Joaquín Trejos) y Óscar Barahona Streber disidente del Partido Unificación Nacional. También asistieron representantes del Partido Demócrata Cristiano y el expresidente Mario Echandi, entonces independiente. Entre tanto el Partido Unificación Nacional realiza sus primarias en donde resulta elegido el médico Fernando Trejos Escalante, primo del expresidente Joaquín Trejos. Trejos Escalante se reuné con personeros de la Alianza proponiendo que se realice una convención entre él y quien resulte vencedor de la misma.
Carazo ganó la convención pero no fue reconocido por los demás partidos, así que al final sólo obtuvo el apoyo de Renovación Democrática y Unión Popular, los demás partidos fueron solos o los grupos disidentes unificacionistas vuelven a sus filas. Los expresidentes Ulate, Trejos y Echandi hacen un último llamado a la unión, pero esta no se da. Al final ganó el PLN como estaba previsto por amplia mayoría sobre la segunda opción más votada, demostrando que se requería de toda la oposición unida para poder vencer al liberacionismo.

## Consolidación
Para las subsiguientes elecciones, ya fallecido el Dr. Calderón Guardia, los históricos Partido Unión Nacional y Partido Republicano Nacional dejaron de existir y lo que originalmente fue una coalición se había convertido en un partido individual; el Partido Unificación Nacional.
El 30 de enero de 1976 se firma el "Pacto de Ojo de Agua" por parte de los expresidentes José Joaquín Trejos del Partido Unión Nacional y Mario Echandi (independiente pero que era respaldado por algunos sectores "echandistas"), así como otros representantes entre ellos Carazo de RD, Carlos Araya Guillén de Democracia Cristiana, Jorge González Martén (tercer candidato más votado en las elecciones previas) por el Partido Nacional Independiente y Rafael Ángel Calderón Fournier, hijo de Calderón Guardia y líder del Partido Republicano Calderonista. El 13 de agosto de 1976 acuerdan llamar a la coalición "Unidad" y presentar una sola lista de candidatos a todos los puestos de elección popular. Así mismo acuerdan comprometerse a mantenerse unidos pasadas las elecciones y convocan a una convención el 13 de marzo de 1977.
Carazo recibe el apoyo de los partidos Renovación Democrática, Unión Popular y Demócrata Cristiano, mientras su contrincante el médico Álvaro Aguilar Peralta, recibe el apoyo de los partidos Republicano Calderonista, Nacional Independiente y de Echandi. No obstante tras considerar que Aguilar no tiene suficiente respaldo, es sustituido como candidato por Miguel Barzuna.
En la convención interna vence Carazo por 5914 votos y es proclamado candidato de la Coalición. En el proceso para la elección de candidatos legislativos y municipales surgen disputas entre las dos tendencias por lo que Echandi y Martén abandonan la coalición, no así Calderón quien mantiene su apoyo a Carazo. Echandi le dio su adhesión a la candidatura de Martén y el Partido Nacional Independiente no forma parte ni de la Coalición Unidad ni del futuro Partido Unidad Social Cristiana.
Carazo gana las elecciones de 1978 por sobre el contrincante principal, Luis Alberto Monge del PLN. Tanto el Partido Unificación Nacional (hasta entonces primera fuerza de oposición) como el PNI de Martén y Echandi sufren una dura derrota cosechando menos del 1% de los votos, incluso por debajo de la recién legalizada izquierda. Martén fue de hecho el candidato menos votado.
Se convoca nuevamente a primarias en 1981 realizándose así la Convención Nacional de 1981 entre Calderón Fournier que es respaldado por los partidos PRC, PDC y PUP y Rodolfo Méndez Mata apoyado por PRD. La elección la gana Calderón con más del 70% de los votos, sin embargo Rodrigo Madrigal Nieto de RD se opone a la candidatura de Calderón y busca postular la suya, teniendo un apoyo importante dentro del partido por lo cual RD se sale de la Coalición temporalmente y los demás partidos continúan la campaña. Aun así, para recibir el financiamiento estatal que les correspondía por los resultados pasados, la coalición debía estar unida. Roberto Tovar Faja y Óscar Aguilar Bulgarelli, de RD, logran retomar las riendas del partido y hacer que la Asamblea Nacional del mismo apoye a Calderón y retorne a la Unidad en agosto de 1981.
Para las elecciones de 1982 presentó como candidato presidencial a Rafael Ángel Calderón Fournier obteniendo alrededor del 30% de los votos. Debido a la impopularidad del gobierno de Carazo a raíz de una crisis económica gravísima, las posibilidades de ganar del candidato oficialista eran nulas, y la candidatura de Calderón buscaba únicamente permanecer como la segunda fuerza y obtener la mayor cantidad de diputados posible, cosa que se logró.
El 17 de abril de 1983 por auspicio y mediación de la Fundación Konrad Adenauer y la Unión Mundial Demócrata Cristiana los cuatro partidos de la Coalición se fusionaron conformando el Partido Unidad Social Cristiana.

## Elecciones presidenciales
| Elecciones presidenciales |                                |         |        |          |
| Año                       | Candidato                      | Votos   | %      | Posición |
| 1978                      | Rodrigo Carazo Odio            | 419 824 | 50.51% | 1°       |
| 1982                      | Rafael Ángel Calderón Fournier | 325 187 | 33.64% | 2°       |

## Elecciones legislativas
|  | 43.41 % |

|  | 29.08 % |

## Presidentes de la República
| Nombre (Nacimiento-muerte) | Nombre (Nacimiento-muerte)      | Imagen | Período en el cargo | Período en el cargo |
| Nombre (Nacimiento-muerte) | Nombre (Nacimiento-muerte)      | Imagen | Inicio              | Final               |
| -------------------------- | ------------------------------- | ------ | ------------------- | ------------------- |
|                            | Rodrigo Carazo Odio (1926-2009) |        | 8 de mayo de 1978   | 8 de mayo de 1982   |